# Jeemaralli, Nanjangud
Jeemaralli là một làng thuộc tehsil Nanjangud, huyện Mysore, bang Karnataka, Ấn Độ.